# オスカー・シンドラー
オスカー・シンドラー（Oskar Schindler、1908年4月28日 - 1974年10月9日）は、メーレン（当時オーストリア領、現チェコ領）生まれのズデーテン・ドイツ人の実業家。第二次世界大戦中、ドイツにより強制収容所に収容されていたユダヤ人のうち、自身のエナメル工場で雇用していた1,200人を虐殺から救った。

## 生涯

### 生い立ち
オスカー・シンドラーは、1908年4月28日、当時オーストリア・ハンガリー帝国領だったメーレン地方（モラヴィア地方）のツヴィッタウ(Zwittau)（現・チェコのスヴィタヴィ(Svitavy)）に生まれた。
父は農業機械の工場を経営するヨハン・ハンス・シンドラー（Johann Hans Schindler）。母はその妻フランツィスカ・"ファニー"（Franziska "Fanny"、旧姓・ルーザー(Luser)）。1915年に妹エルフリーデ(Elfriede)が生まれた。シンドラー家は16世紀にウィーンからメーレン地方へ移住してきた一家であった。メーレン地方は第一次世界大戦後にチェコスロバキア領となっているが、シンドラーはドイツ（オーストリア）系であったのでチェコスロバキアではなくドイツにアイデンティティを感じるようになった。シンドラー一家の信仰はカトリックだったが、シンドラー自身は宗教に関心がなく、カトリックの影響はほとんど受けることはなかった。近隣のユダヤ人家族の子どもたちは、彼の遊び仲間だった。
シンドラーは、1915年にツヴィッタウ（スヴィタヴィ）の国民学校（Volksschule）に入学し、さらに実科学校（Realschule）、上級実科ギムナジウム（Höheres Realgymnasium）と進んだが、成績証明書の改ざんを行ったことで1924年に退学処分となった。後に学校へ戻る事を許されたが、クラスメイトから「詐欺師シンドラー」と渾名されるようになったという。シンドラーは学業優秀ではなく、アビトゥーアも諦めている。上級実科ギムナジウムを卒業後、ブリュン（現・チェコのブルノ）の商業学校に通っている。

### 青年期
ブリュンの電機会社で働いたが、1927年に一旦退職してシェーンベルク（現・チェコのシュムペルク）のオートバイ学校へ通った。在学中にチェコスロバキア陸軍の徴兵を受け、第31歩兵連隊に勤務した。実質的な勤務は18カ月で終了したが、予備役として軍籍に残り、1938年までに予備役下級伍長になっている。また1928年5月からモト・グッツィのオートバイを買ってしばしばオートバイ・レースに出場している。
1927年秋にはエミーリエ・ペルツル（Emilie Pelzl）と知り合った。彼女はツヴィッタウから南西40キロほどのところにあるアルト・モレタイン（Alt Moletein）（現・チェコのマレティーン(Maletín)）の裕福な農場経営者ヨーゼフ・ペルツル（Josef Pelzl）の娘だった。オスカーとエミーリエは1928年3月6日にツヴィッタウで挙式した。エミーリエとの間に子供はできず、シンドラーは父の秘書だったアウレリエ・シュレーゲル（Aurelie Schlegel）を愛人にして、彼女との間に私生児2人を儲けている（1933年に生まれた長女エーディト（Edith）と1935年に生まれた長男オスカー。長男オスカーは第二次世界大戦末期にツヴィッタウをソ連が占領した際に行方不明となっている）。
軍の勤務を終えた後、シンドラーはブリュンの電機会社に復職したが、この会社は1931年に倒産してしまった。シンドラーはこの後一年ほど失業者になった。シンドラーの父の農業機械工場も倒産していたため援助を受けられず、結局はエミーリエの父に援助してもらって生活を耐え凌いだ。シンドラーは養鶏場を買い、またプラハの銀行の代理人の仕事に就き、ブリュンの商人に国有財産を売却する仕事に携わった。

### ナチス党員に
シンドラーは、1935年からコンラート・ヘンラインのズデーテン・ドイツ郷土戦線（後のズデーテン・ドイツ人党（SdP））というドイツ系ズデーテン住民によるドイツ民族主義的な政党に入党した。ここを通じてヴィルヘルム・カナリス提督率いるドイツ国防軍諜報部「アプヴェーア」と接触し、その諜報員として活動することになった。ブレスラウ（現・ポーランドのヴロツワフ）やメーリッシュ＝オストラウ（Mährisch-Ostrau、現・チェコのオストラヴァ）で活動した。
彼の諜報活動が露見した時、チェコの鉄道内部の秘密情報を漏らしたということで、大叛逆罪の罪で死刑の宣告を受ける。しかし、1938年10月にドイツのズデーテン併合があったため、ドイツによって刑の執行は中止された。
1939年2月10日、国家社会主義ドイツ労働者党（ナチス党）に志願して入党。同じ年、ブレスラウにおけるカナリス提督下での参謀本部職務から身を引いた。彼は、ドイツのポーランド侵攻に合わせ、戦争での一儲けを狙い、ポーランドのクラクフにやってきた。

### ユダヤ人強制労働者の救出

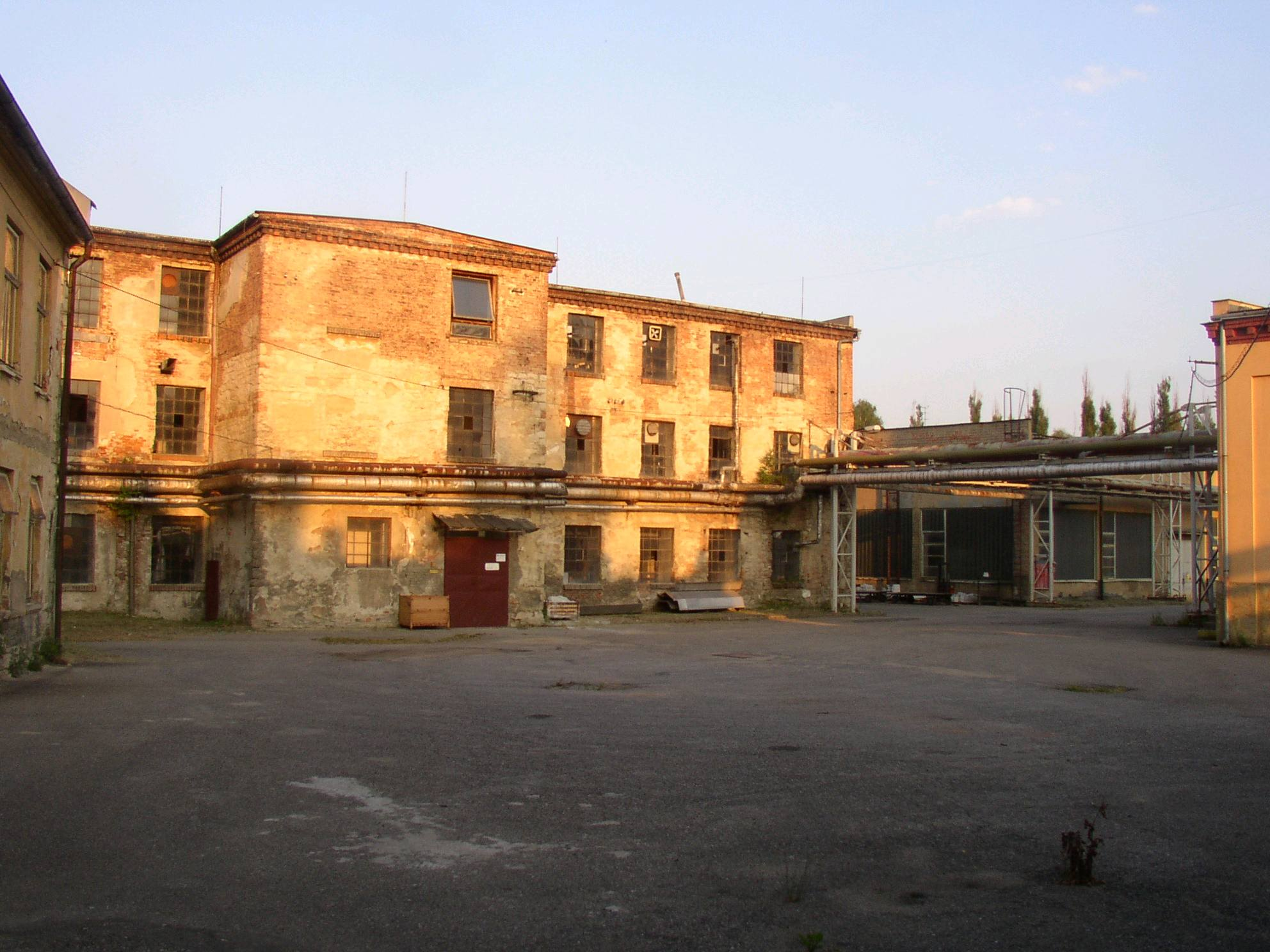
ブルニェネツに残るシンドラーの工場

1939年10月、シンドラーは、没収前ユダヤ人の所有になっていた、落ちぶれた琺瑯（ホーロー）容器工場を買い取る。彼は、ユダヤ系ポーランド人会計士イツァーク・シュテルンの助言を受けながら、闇商売で資産を拡大していく。クラクフ近くにあるザプロヴィツ（Zablowic）の小さな工場は、ドイツ軍の厨房用品を製造して急激な成長を遂げた。工場はわずか3カ月で250人のポーランド人労働者を使うようになり、その中には7人のユダヤ人労働者もいた。彼の工場は1942年末までに、巨大な琺瑯容器工場にして、軍需工場に成長していった。 45,000 m²の敷地に800人近い労働者がここで働いたのである。その中にはクラクフ・ゲットーのユダヤ人370人もいた。 
シンドラーは快楽主義に取りつかれた遊び人で、まさにプレイボーイのライフスタイルを楽しみ、生きることをそのすべての面で享受していた。彼は、同時代の人たちから見てくれよく育ってきた人間とみなされて、上流社会の中で立ち回り、良い身なりをし、女性たちからももてはやされ、金銭を湯水のように使っていた。
そんな楽天的な工場主の経済的な関心は、ナチス党政権に対する不信感の前に次第に後退していった。それはイデオロギー的な理由ではなく、無力なユダヤ人住民たちに対する不当な弾圧への抵抗であった。やがて出来る限り多くのユダヤ人を救済したいという願望の下に、最後には全財産をこの目的のために投じただけでなく、自らの生命まで賭けようとしたのである。
シンドラーのユダヤ人救済において大きな力となったのは、彼の工場が“軍需工場”ということでポーランド占領のドイツ軍司令部からも特別の格付けを承認されていたことである。これにより、彼は大きな利益のある契約を締結出来ただけでなく、親衛隊の監督下にあったユダヤ人労働者を要求できたのである。 彼は、これらの労働者が工場の生産ラインに不可欠だと主張することで、雇用者が絶滅収容所へ移送される危険がせまった時にも特例措置を働きかけることが出来たのである。
シンドラーはその際にもウソをついたり記録を偽ったりということはせず、ただ子供や大学生を熟練の金属工と称しただけにとどまった。シンドラーは、かの有名な“リスト”を彼の秘書ミミ・ラインハルト（Mimi Reinhardt）に口述筆記させ、彼女もまた2,3人の名前をそれに書き足した。
シンドラーは、規則違反やユダヤ人に対する優遇の嫌疑をかけられ、たびたびゲシュタポから事情聴取を受けた。こうした事実をシンドラー自身も隠そうとはしなかった。1943年、シンドラーは、ユダヤ人組織の招待でブダペストに旅行し、そこでハンガリーのユダヤ人たちと会合を持った。彼は、ポーランドのユダヤ人たちの絶望的な状況を包み隠さず語り、救出の可能性について議論を交わした。 
1943年3月、クラクフのゲットーは解体され、お気に入りのユダヤ人たちは、クラクフ郊外のプワシュフ強制収容所へ移送された。 シンドラーは、残忍な強制収容所所長の親衛隊大尉アーモン・ゲートが、彼の飲み仲間でもあったことから、彼の工場にユダヤ人労働者のための小屋を建てさせてくれるようにと説得した。この秘密交渉で、彼はそのユダヤ人労働者に比較的快適な生活条件を提供し、貧弱な栄養状態を補ってやることが出来るようになった。このための食糧は、シンドラーがすべて闇の市場で調達してきた。収容所の親衛隊の警備兵たちは、工場の敷地内への立ち入りは禁止されたのである。
1944年末、プワシュフ（Płaszów）は、ソビエト連邦の赤軍の侵攻により、すべての収容施設の解体を余儀なくされ、ここにいた20,000人以上のユダヤ人が絶滅収容所に移送された。シンドラーは、ドイツ軍の司令官から、彼とその妻がズデーテン地方のブリュンリッツ（現・チェコのブルニェネツ、Brněnec）で新たに手に入れた工場で「軍需物資の生産」を継続し、そのための労働者を連れていくという許可を得た。
その労働力には、プワシュフの収容所からかなりの大人数が選ばれ、総数で800人にもなった。そのうち700人がユダヤ人、300人が女性だった。これらの人々のブリュンリッツ労働収容所への移送は、1944年10月15日に行われた。これはグロース・ローゼン（現・ポーランドのロゴジニーツァ 、Rogoźnica）の強制収容所を経由しての移動であった。この強制収容所 KZ Groß-Rosen の副次的な収容所が労働収容所ブリュンリッツだったのである。 輸送の列車はアウシュヴィッツを通っていた。その時、彼女たちが別の収容所に移される前に、すべての囚人は男であれ女であれすべて検疫所に行くようにという親衛隊の指令書が届いた。同様に、秘密の場所に隠されていた身体検査施設へという指令もその中にあった。これらすべての指令が女性の囚人たちに実施されている間、グロース・ローゼンは、シンドラーの女性労働者たちを管理するのにはまだ充分な人員も施設も準備されていなかった。そのため、女性たちはおよそ60km離れた強制収容所アウシュヴィッツに行くというはめになったのである。
シンドラーは、グロース・ローゼンの収容所から人々を助け出しに駆けつけ、彼らを助け出すことに成功した。シンドラーが、ユダヤ人1人当たり1日につきゲシュタポに7マルク支払うことを約束し、彼の秘書がアウシュヴィッツで女性たちを更に移送する交渉を行ったのである。これは、絶滅収容所の運用期間中において最も多くの集団が出て行くことを許されたケースである。
シンドラー夫妻は、アウシュヴィッツ強制収容所から加えて120人のユダヤ人を救出した。このユダヤ人たちは、親衛隊のドイツ石炭鉱業という鉱山で働かされていた。1945年1月、彼らはソ連赤軍の侵攻により、強制疎開を余儀なくされ、2台の鍵をかけられた家畜貨車で西方に移送された。凍りつくような寒さの中、食事も水も与えられず、7日間かけてシンドラーの工場の門まで運んだのである。妻エミーリエは、親衛隊の輸送部隊は工場に入れず、貨物車だけを工場の中に引き入れた。シンドラーは、貨物車の乗客が工場にとって急ぎ必要なのだと説いて聞かせた。貨物車からは13人の凍死者が発見され、生き延びた107人もただちに治療を必要とする状態であったが、懸命な救護でなんとか一命を取り留めた。
親衛隊は誰一人シンドラーの工場には立ち入りを許されなかった。そればかりか凍死したユダヤ人を彼らが焼却処分することも許さなかった。シンドラーは土地を購入して、ユダヤ教のしきたりに則って彼らをそこに埋葬した。
プワシュフでは「彼の」労働者たちの誰一人としてそれ以来、収容所エマーリア（Emalia）では打たれることはなく、不自然な死を遂げた者もなく、また絶滅収容所に送られた者もなかった。戦争の終盤、シンドラーはドイツに移ったが、その際1ペニヒすら持っていなかった。

### 戦後

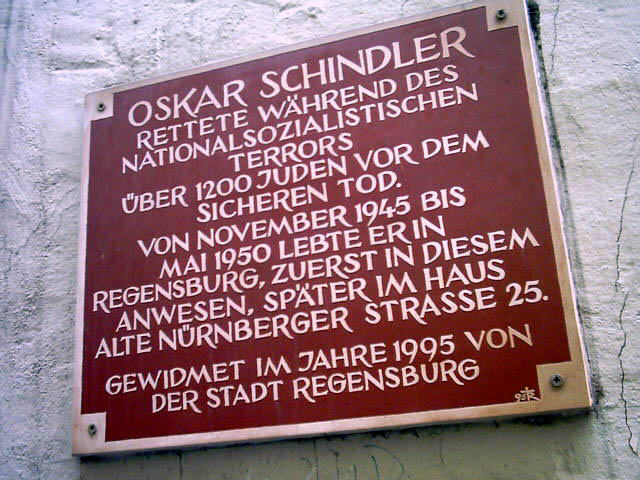
レーゲンスブルクのシンドラーが居住した建物の壁にある記念のプレート

起業家としてのシンドラーは、戦後は不運に見舞われた。1945年11月から1950年5月まで、彼はレーゲンスブルクにいた。しばらくアルゼンチンに赴き、毛皮をとるためにヌートリアの飼育も手掛けたが、農場を閉鎖せざるを得なくなる。そこで貿易商の仕事をしたのち、ドイツに帰国した。ドイツでは、セメント工場の仕事をし、これもまた1961年に倒産に追い込まれた。次から次に事業に失敗し、資金繰りで奔走しているシンドラーの噂は彼が救ったユダヤ人にも伝わる。彼らは、シンドラーをイスラエルに招待した。
この時点から、オスカー・シンドラーの「二重生活」が始まる。つまり、年の半分を彼が隠居生活をしているフランクフルトで過ごし、他の半分をエルサレム在住の、彼が救ったユダヤ人たちの下で過ごすということである。このような生活は、彼が1974年にドイツのヒルデスハイムで死ぬまで続けられた。彼の墓は彼自身の希望により、エルサレムのローマ・カトリックの教会墓地にある。

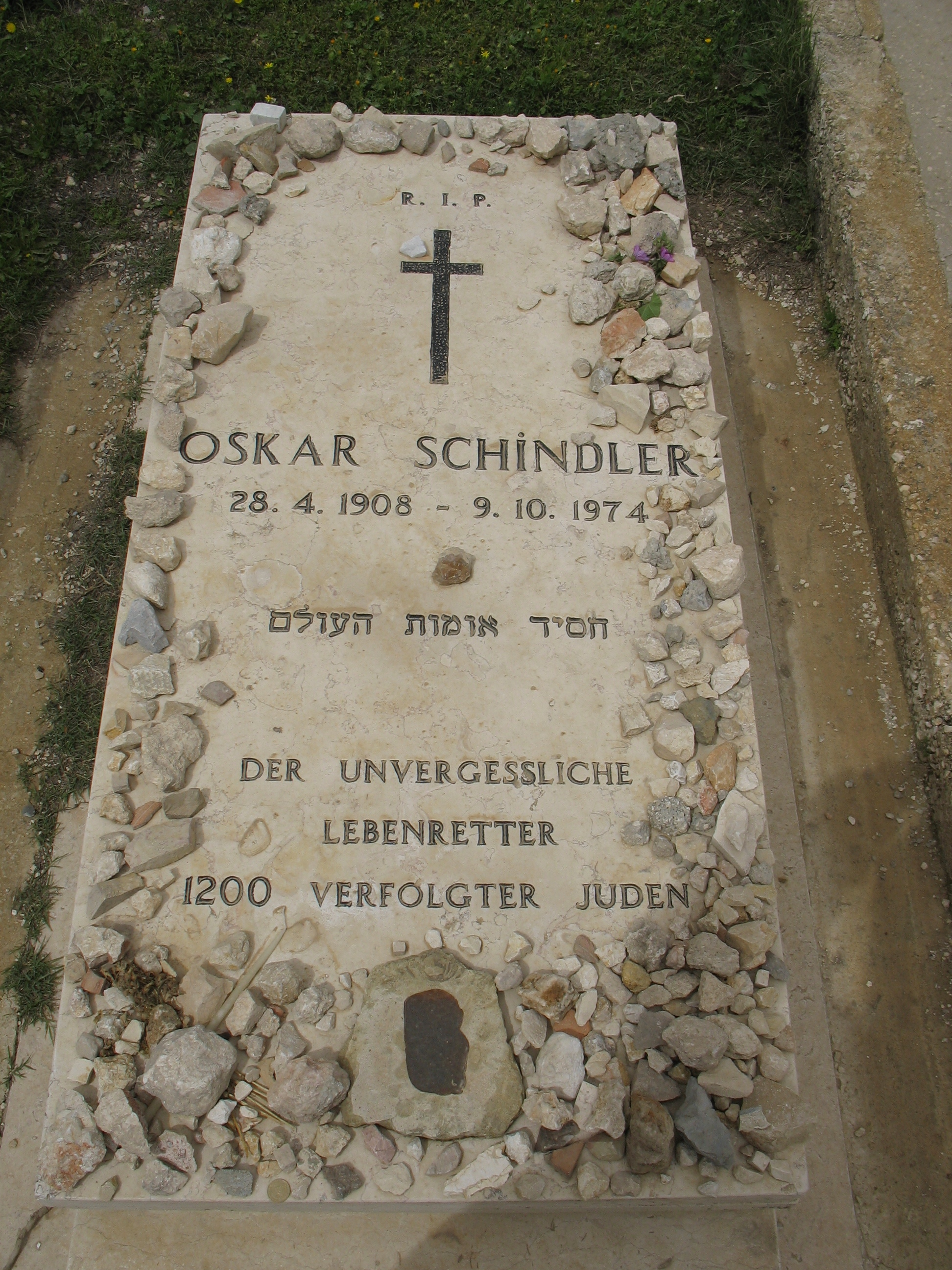
シンドラーの墓

彼が亡くなる2年前に、ヘブライ大学の構内に彼にささげられた部屋が設けられた。そこには彼によって命を救われた人々すべての名前が記された本が置かれている。しかし時とともにシンドラーの事績はドイツやポーランドでも次第に忘れ去られていった。彼の名が一般にも広く知られるようになったのは、1982年にオーストラリアの作家トーマス・キニーリーが著したノンフィクション小説『シンドラーズ・リスト 1200人のユダヤ人を救ったドイツ人』（原題: Schindler's Ark, 米題: Schindler's List）がベストセラーとなり、1982年のブッカー賞を受賞したこと、そしてこれをスティーヴン・スピルバーグ監督が映画化した1993年のユニバーサル映画『シンドラーのリスト』が世界的な興行成功を収めたことによる。
1999年、彼の最後の恋人アーミ・シュペート（Ami Spaeth）の住居の屋根裏部屋から、シンドラーが親衛隊に取り入るために作成したありとあらゆる書類のすべてが詰まったひとつのカバンが見つかった。生活必需品のすべての支出が事細かに記載されたものである。今日の通貨価値にして、総額100万ユーロを食糧・賄賂・贈物として支払っていたのである。
妻エミーリエとは1957年以来疎遠となっており、離婚こそしなかったものの再び相見えることはなかった。夫の死の20年後、彼女は夫の墓前で次のように胸中を明かした。
「やっと会えたのね…。何も答えを聞いてないわ、ねえ、どうしてわたしを見捨てたのかしら…。でもね、あなたが亡くなっても、わたしが老いても、ふたりが結婚したままなのは変わらないし、そうやってふたりは神さまの御前にいるの。あなたのことは全部許してあげたわ、全部…」
晩年、身寄りはバイエルンに居る姪と一人きりだったシンドラー夫人は、アルゼンチンのサン・ビセンテでペットに囲まれて過ごした。自宅には反ユダヤ主義の極右過激派から守るため、アルゼンチン警察の制服警官が24時間常駐していた。2001年7月のベルリン訪問中、彼女は記者たちに、人生最後の時間をドイツで過ごすことが最大にして最後の望みであり、更にホームシックがどんどん重くなっていると語った。そして10月、ベルリン市内の病院で亡くなった（93歳）。ミュンヘンから1時間ほどの距離にあるヴァルトクライブルク Waldkraiburg の墓地に埋葬され、墓石に次のような言葉がドイツ語で刻まれている。

「一人の人間を救う者は、全世界を救う。（Wer einen Menschen rettet, rettet die Ganze Welt.）」

## 顕彰
1945年5月8日、シンドラーの下にあったユダヤ人たちから一つの指輪が贈られた。この指輪は、シンドラーに命を救われたユダヤ人たちが感謝のしるしに、彼らが唯一持っていた本物の金歯からつくったものである。「一人の人間を救う者は世界を救う」 － タルムードにあるこの言葉が贈り物の指輪に刻まれた。
1965年11月5日、シンドラーはドイツ連邦共和国功労勲章大十字章（ドイツ語）に叙せられた。加えてシンドラーは、1962年、イスラエルのヤド・ヴァシェムの諸国民の中の正義の人通りに自己の名で、イナゴマメ（洗礼者ヨハネがよく食べていたとされるもの）の木を植えている。
2008年4月10日、オスカー・シンドラー生誕100年を記念して、145セントの特別記念切手がドイツで発行された。この切手にもタルムードの言葉が書かれている。

## 映画
『シンドラーのリスト』　1993年
ユダヤ系アメリカ人であるスティーヴン・スピルバーグ監督が、トーマス・キニーリーの小説をもとに映画化。リーアム・ニーソンがオスカー・シンドラーを演じた。第66回アカデミー賞で12部門にノミネートされ、作品賞、監督賞、脚色賞、撮影賞、編集賞、美術賞、作曲賞の7部門を受賞した。